# Hartsville (Nowy Jork)
Hartsville – miasto w Stanach Zjednoczonych, w stanie Nowy Jork, w hrabstwie Steuben.